# Gmina Czermin (Powiat Mielecki)
Die Gmina Czermin ist eine Landgemeinde gleichnamigen Landgemeinde im Powiat Mielecki der Woiwodschaft Karpatenvorland in Polen. Ihr Sitz ist das gleichnamige Dorf.

## Geschichte

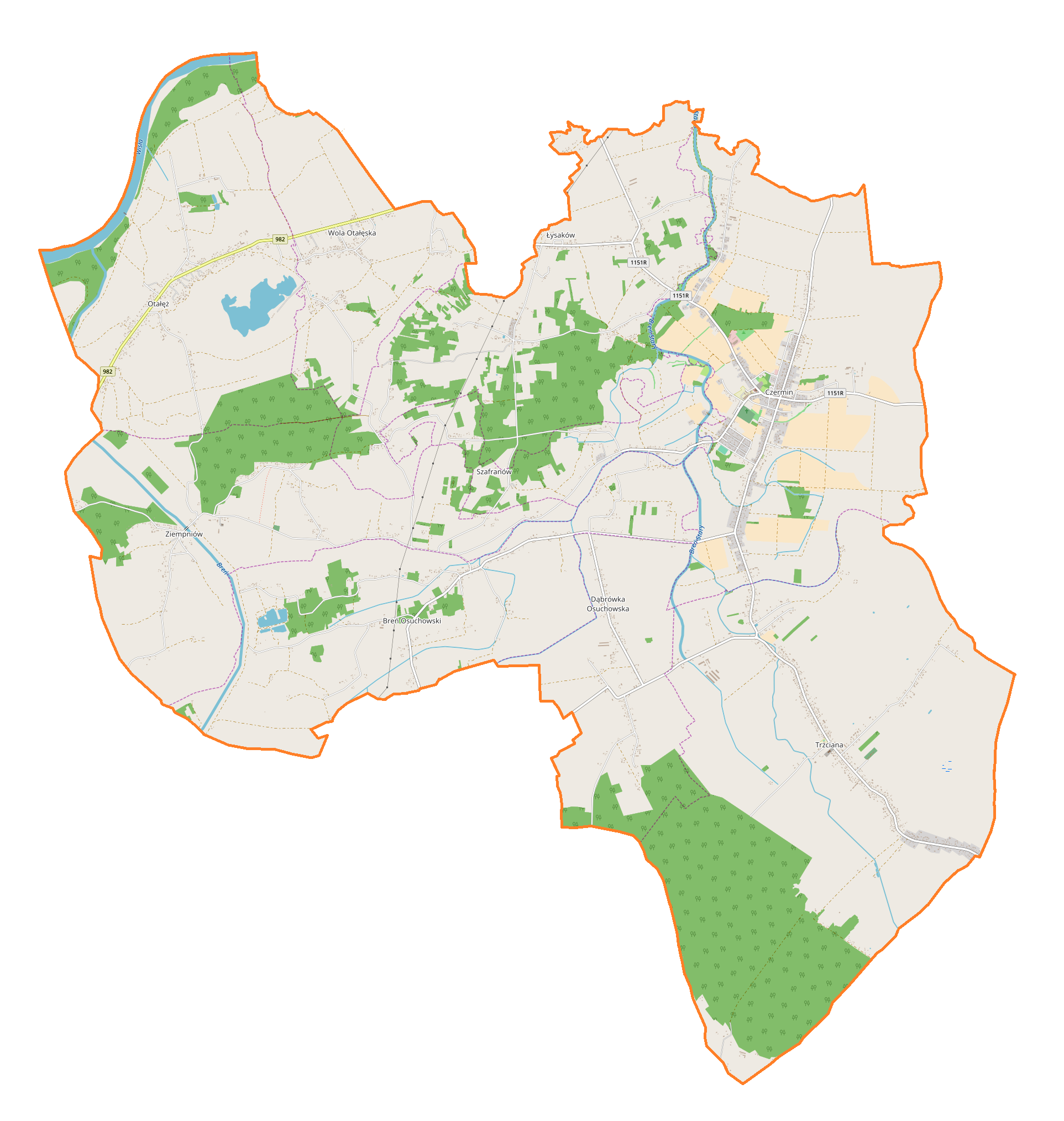
Karte der Landgemeinde

Bei der Ersten Teilung Polens kam das Gebiet 1772 zum neuen Königreich Galizien und Lodomerien des habsburgischen Kaiserreichs (ab 1804). Im Jahre 1783 wurden im Zuge der Josephinischen Kolonisation deutsche Kolonisten verschiedener Konfession angesiedelt. Die Kolonie erhielt den Namen Hohenbach, sie ist unter der Bezeichnung Kolonia heute ein Ortsteil von Czermin. Im Jahr 1918 kam das Gebiet wieder an Polen.
Von 1975 bis 1998 gehörte die Landgemeinde zur Woiwodschaft Rzeszów.

## Gliederung
Zur Landgemeinde (gmina wiejska) Czermin gehören folgende neun Ortschaften mit einem Schulzenamt (sołectwo):
Breń Osuchowski
Czermin
Dąbrówka Osuchowska
Łysaków
Otałęż
Szafranów
Trzciana
Wola Otałęska
Ziempniów
Ein weiterer Ort der Gemeinde ist die Siedlung Wychylówka.